# Тридубы
Тридуби — село в Кривоозерском районе Николаевской области Украины.
Основано в 1743 году. Население по переписи 2001 года составляло 2157 человек. Почтовый индекс — 55140. Телефонный код — 5133. Занимает площадь 5,973 км².

## Времена ВОВ
Во время Великой Отечественной Войны село было оккупировано фашистскими немецко-румынскими  войсками. За время оккупации известны случаи конфискации имущества сельчан оккупационными войсками, убийств мирных жителей, голода среди местного населения. Село Тридубы было освобождено от фашистких захватчиков 26 марта 1944 года благодаря решительным действиям 5-й Гвардейской Армии 3-го Украинского Фронта под командованием генерала армии Жадова А.С.

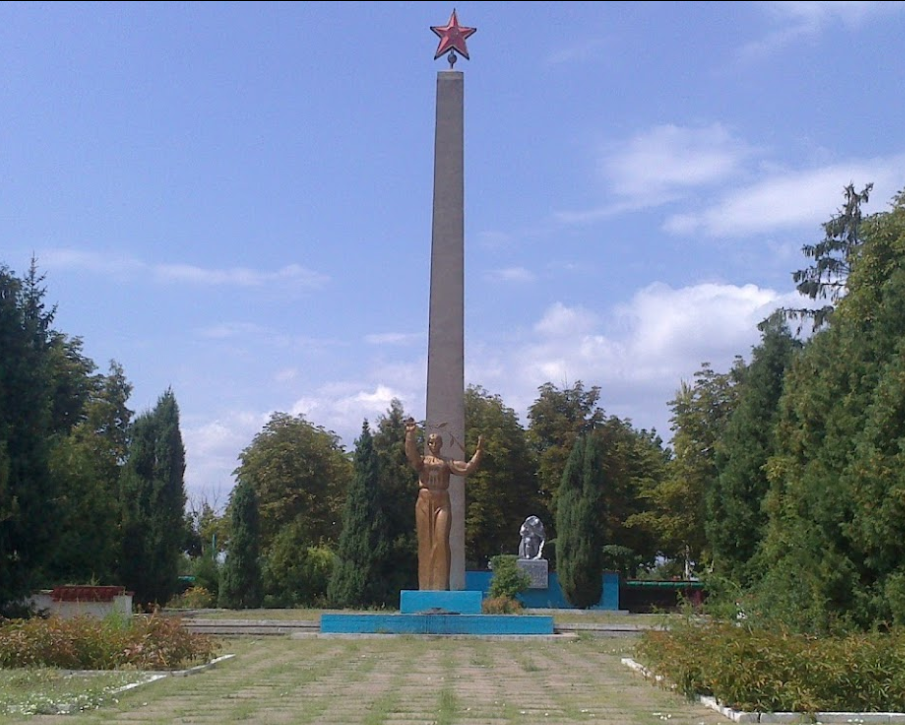
Мемориал памяти о погибших во времена ВОВ

## Местный совет
55140, Николаевская обл., Кривоозерский р-н, с. Тридубы, ул. Центральная, 105